# Saison 2016 de la National Rugby League
Navigation
Édition précédente Édition suivante
La Saison 2016 de la National Rugby League est la cent-neuvième saison de cette compétition depuis que celle-ci a été créée en 1908. Seize équipes jouent 26 journées de championnat (phase régulière), les huit meilleures d'entre elles sont qualifiées pour les phases finales, dans le but de se qualifier pour la grande finale. 

## Équipes
Pour la dixième année consécutive, les mêmes clubs disputent la compétition. Le plafond salarial de chaque club est de 6,8 millions de dollars australiens.
| Club                         | Classement en 2015 | Entraîneur(s)   | Capitaine (s)                           | Stade (s)                                        | Capacité |
| ---------------------------- | ------------------ | --------------- | --------------------------------------- | ------------------------------------------------ | -------- |
| Brisbane Broncos             | 2e (Finaliste)     | Wayne Bennett   | Corey Parker                            | Suncorp Stadium                                  | 52 500   |
| Canberra Raiders             | 10e                | Ricky Stuart    | Jarrod Croker                           | Canberra Stadium                                 | 25 011   |
| Canterbury Bulldogs          | 5e (Demi-finale)   | Des Hasler      | James Graham                            | ANZ Stadium Belmore Sports Ground                | 83 500   |
| Cronulla-Sutherland Sharks   | 6e (Demi-finale)   | Shane Flanagan  | Paul Gallen                             | Endeavour Field                                  | 22 000   |
| Gold Coast Titans            | 14e                | Neil Henry      | Nathan Friend William Zillman           | Cbus Super Stadium                               | 27 400   |
| Manly-Warringah Sea Eagles   | 9e                 | Trent Barrett   | Jamie Lyon                              | Brookvale Oval                                   | 23 000   |
| Melbourne Storm              | 4e (Finale prél.)  | Craig Bellamy   | Cameron Smith                           | AAMI Park                                        | 29 500   |
| Newcastle Knights            | 16e                | Nathan Brown    | Jeremy Smith Tariq Sims Trent Hodkinson | Hunter Stadium                                   | 33 000   |
| New Zealand Warriors         | 13e                | Andrew McFadden | Ryan Hoffman                            | Mount Smart Stadium                              | 30 000   |
| North Queensland Cowboys     | 3e (Champion)      | Paul Green      | Johnathan Thurston Matt Scott           | 1300SMILES Stadium                               | 26 500   |
| Parramatta Eels              | 12e                | Brad Arthur     | Kieran Foran Tim Mannah                 | Parramatta Stadium ANZ Stadium                   | 24 000   |
| Penrith Panthers             | 11e                | Anthony Griffin | Matt Moylan                             | Centrebet Stadium                                | 22 500   |
| St. George Illawarra Dragons | 8e (1er tour)      | Paul McGregor   | Ben Creagh Gareth Widdop                | Jubilee Oval WIN Stadium                         | 20 500   |
| South Sydney Rabbitohs       | 7e (1er tour)      | Michael Maguire | Greg Inglis                             | ANZ Stadium                                      | 83 500   |
| Sydney Roosters              | 1er (Finale prél.) | Trent Robinson  | Jake Friend                             | Allianz Stadium                                  | 45 500   |
| Wests Tigers                 | 15e                | Jason Taylor    | Aaron Woods                             | Campbelltown Stadium Leichhardt Oval ANZ Stadium | 20 000   |

## Résultats
| Team                          | 1         | 2         | 3          | 4          | 5          | 6         | 7          | 8          | 9         | 10         | 11        | 12  | 13  | 14  | 15  | 16  | 17  | 18  | 19  | 20  | 21  | 22  | 23  | 24  | 25  | 26  | F1 | F2 | F3 | GF |
| ----------------------------- | --------- | --------- | ---------- | ---------- | ---------- | --------- | ---------- | ---------- | --------- | ---------- | --------- | --- | --- | --- | --- | --- | --- | --- | --- | --- | --- | --- | --- | --- | --- | --- | -- | -- | -- | -- |
| Brisbane Broncos              | PAR 4-17  | NZL 25-10 | PEN 23-22  | NQL 21-20* | GCT 16-24  | SGI 26-0  | NEW 53-0   | SOU 30-8   | CRO 30-28 | MAN 6-30   | NQL 19-18 | WTI | NZL | CAN | X   | CBY | MEL | X   | SOU | PEN | SYD | SGI | PAR | CBY | MEL | SYD |    |    |    |    |
| Canberra Raiders              | PEN 30-22 | SYD 21-20 | NEW 24-24* | GCT 20-24  | CBY 8-22   | PAR 36-6  | CRO 16-40  | WTI 60-6   | PEN 19-18 | SGI 16-12* | NZL 12-38 | CBY | MAN | BRI | X   | GCT | NEW | NQL | X   | NZL | SOU | CRO | MEL | PAR | MAN | WTI |    |    |    |    |
| Canterbury-Bankstown Bulldogs | MAN 6-28  | PEN 16-18 | PAR 6-20   | SOU 12-42  | CAN 8-22   | MEL 12-18 | NZL 20-24  | GCT 21-20* | PAR 20-12 | WTI 4-36   | SYD 32-20 | CAN | CRO | SGI | X   | BRI | SYD | WTI | X   | NQL | SGI | NEW | MAN | BRI | NQL | SOU |    |    |    |    |
| Cronulla-Sutherland Sharks    | NQL 20-14 | SGI 30-2  | MAN 22-12  | MEL 14-6   | WTI 26-34  | GCT 25-20 | CAN 16-40  | PEN 20-18  | BRI 30-28 | NEW 0-62   | MAN 20-12 | X   | CBY | NQL | X   | NZL | PAR | PEN | SYD | NEW | GCT | CAN | SGI | SOU | SYD | MEL |    |    |    |    |
| Gold Coast Titans             | NEW 30-12 | MEL 34-16 | WTI 30-18  | CAN 20-24  | BRI 16-24  | CRO 25-20 | SGI 14-19  | CBY 21-20* | MEL 0-38  | SYD 26-6   | PEN 24-28 | X   | SOU | PAR | MAN | CAN | NZL | X   | SGI | PAR | CRO | NZL | WTI | NEW | PEN | NQL |    |    |    |    |
| Manly-Warringah Sea Eagles    | CBY 6-28  | WTI 36-22 | CRO 22-12  | SYD 20-22  | SOU 12-16  | NZL 18-34 | PAR 10-22  | NEW 10-26  | NQL 18-34 | BRI 6-30   | CRO 20-12 | X   | CAN | PEN | GCT | NQL | SGI | X   | NZL | SOU | NEW | PAR | CBY | MEL | CAN | PEN |    |    |    |    |
| Melbourne Storm               | SGI 18-16 | GCT 34-16 | NZL 14-21  | CRO 14-6   | NEW 18-14  | CBY 12-18 | WTI 18-19* | NZL 42-0   | GCT 0-38  | NQL 15-14  | PAR       | X   | PEN | SYD | SGI | WTI | BRI | X   | NEW | SYD | NQL | SOU | CAN | MAN | BRI | CRO |    |    |    |    |
| Newcastle Knights             | GCT 30-12 | SOU 48-6  | CAN 24-24* | NZL 40-18  | MEL 18-14  | WTI 18-16 | BRI 53-0   | MAN 10-26  | SYD 38-0  | CRO 0-62   | WTI 20-12 | PAR | NQL | NZL | X   | SGI | CAN | X   | MEL | CRO | MAN | CBY | PEN | GCT | SOU | SGI |    |    |    |    |
| New Zealand Warriors          | WTI 34-26 | BRI 25-10 | MEL 14-21  | NEW 40-18  | SYD 28-32* | MAN 18-36 | CBY 20-24  | MEL 42-0   | SGI 26-10 | PEN 30-18  | CAN 12-38 | X   | BRI | NEW | SYD | CRO | GCT | X   | MAN | CAN | PEN | GCT | SOU | NQL | WTI | PAR |    |    |    |    |
| North Queensland Cowboys      | CRO 20-14 | PAR 20-16 | SYD 40-0   | BRI 21-20* | SGI 36-0   | PEN 18-21 | SOU 44-18  | PAR 32-16  | MAN 18-34 | MEL 15-14  | BRI 19-18 | SGI | NEW | CRO | X   | MAN | SOU | CAN | X   | CBY | MEL | WTI | SYD | NZL | CBY | GCT |    |    |    |    |
| Parramatta Eels               | BRI 4-17  | NQL 20-16 | CBY 6-20   | WTI 0-8    | PEN 18-20  | CAN 36-6  | MAN 10-22  | NQL 32-16  | CBY 20-12 | SOU 20-22  | MEL       | NEW | X   | GCT | SOU | X   | CRO | SYD | PEN | GCT | WTI | MAN | BRI | CAN | SGI | NZL |    |    |    |    |
| Penrith Panthers              | CAN 30-22 | CBY 16-18 | BRI 23-22  | SGI 14-12  | PAR 18-20  | NQL 18-21 | SYD 16-20  | CRO 20-18  | CAN 19-18 | NZL 30-18  | GCT 24-28 | X   | MEL | MAN | X   | SOU | WTI | CRO | PAR | BRI | NZL | SYD | NEW | WTI | GCT | MAN |    |    |    |    |
| South Sydney Rabbitohs        | SYD 10-42 | NEW 48-6  | SGI 8-6    | CBY 12-42  | MAN 12-16  | SYD 10-17 | NQL 44-18  | BRI 30-8   | WTI 22-30 | PAR 20-22  | SGI 34-24 | X   | GCT | WTI | PAR | PEN | NQL | X   | BRI | MAN | CAN | MEL | NZL | CRO | NEW | CBY |    |    |    |    |
| St. George Illawarra Dragons  | MEL 18-16 | CRO 30-2  | SOU 8-6    | PEN 14-12  | NQL 36-0   | BRI 26-0  | GCT 14-19  | SYD 20-18  | NZL 26-10 | CAN 16-12* | SOU 34-24 | NQL | X   | CBY | MEL | NEW | MAN | X   | GCT | WTI | CBY | BRI | CRO | SYD | PAR | NEW |    |    |    |    |
| Sydney Roosters               | SOU 10-42 | CAN 21-20 | NQL 40-0   | MAN 20-22  | NZL 28-32* | SOU 10-17 | PEN 16-20  | SGI 20-18  | NEW 38-0  | GCT 26-6   | CBY 32-20 | X   | WTI | MEL | NZL | X   | CBY | PAR | CRO | MEL | BRI | PEN | NQL | SGI | CRO | BRI |    |    |    |    |
| Wests Tigers                  | NZL 34-26 | MAN 36-22 | GCT 30-18  | PAR 0-8    | CRO 26-34  | NEW 18-16 | MEL 18-19* | CAN 60-6   | SOU 22-30 | CBY 4-36   | NEW 20-12 | BRI | SYD | SOU | X   | MEL | PEN | CBY | X   | SGI | PAR | NQL | GCT | PEN | NZL | CAN |    |    |    |    |
| Team                          | 1         | 2         | 3          | 4          | 5          | 6         | 7          | 8          | 9         | 10         | 11        | 12  | 13  | 14  | 15  | 16  | 17  | 18  | 19  | 20  | 21  | 22  | 23  | 24  | 25  | 26  | F1 | F2 | F3 | GF |

Gras – Match à l'extérieur

X – Exempt

* – Golden Point

## Classement de la phase régulière
mis à jour le 25 septembre 2016
| Rang | Franchise             | Joués | V  | N | D  | B | PP  | PC  | Diff | Points |
| 1    | Melbourne (DF)        | 24    | 19 | 0 | 5  | 2 | 563 | 302 | +302 | 42     |
| 2    | Canberra              | 24    | 17 | 1 | 6  | 2 | 688 | 456 | +232 | 39     |
| 3    | Cronulla-Sutherland   | 24    | 17 | 1 | 6  | 2 | 580 | 404 | +176 | 39     |
| 4    | North Queensland (CH) | 24    | 15 | 0 | 9  | 2 | 584 | 355 | +229 | 34     |
| 5    | Brisbane (FI)         | 24    | 15 | 0 | 9  | 2 | 554 | 434 | +120 | 34     |
| 6    | Penrith               | 24    | 14 | 0 | 10 | 2 | 563 | 463 | +100 | 32     |
| 7    | Canterbury-Bankstown  | 24    | 14 | 0 | 10 | 2 | 506 | 448 | +58  | 32     |
| 8    | Gold Coast            | 24    | 11 | 1 | 12 | 2 | 508 | 497 | +11  | 27     |
| 9    | Wests Tigers          | 24    | 11 | 0 | 13 | 2 | 499 | 607 | −108 | 26     |
| 10   | New Zealand           | 24    | 10 | 0 | 14 | 2 | 513 | 601 | −88  | 24     |
| 11   | St. George Illawarra  | 24    | 10 | 0 | 14 | 2 | 341 | 538 | −197 | 24     |
| 12   | South Sydney          | 24    | 9  | 0 | 15 | 2 | 473 | 549 | −76  | 22     |
| 13   | Manly-Warringah       | 24    | 8  | 0 | 16 | 2 | 454 | 563 | −109 | 20     |
| 14   | Parramatta            | 24    | 13 | 0 | 11 | 2 | 298 | 324 | -26  | 181    |
| 15   | Sydney (DF)           | 24    | 6  | 0 | 18 | 2 | 443 | 576 | −133 | 16     |
| 16   | Newcastle (CB)        | 24    | 1  | 1 | 22 | 2 | 305 | 800 | −485 | 7      |

| - Qualifié pour les phases finales (#1 à #8). |
| CH : Champion 2015, FI : Finaliste 2015, CB : Cuillère de bois 2015, DF : Demi-finaliste 2015                                                                                           |
| abréviations=Pts, points; J, matchs joués; V, victoires ; N, match nuls ; D, défaites ; B, bye ; PP, points pour ; PC, points contre ; Diff, différence de points ; T, tenant du titre. |

Attribution des points : 2 points sont attribués pour une victoire, 1 point pour un match nul, 0 point en cas de défaite, 2 lorsque l'épique est exempte (bye).
1 Parramatta est sanctionnée par un retrait de douze points en raison du dépassement du salary cap.
Source : nrl.com

## Évolution au classement
- Les nombres surlignés en vert indiquent que le club est classé dans le top 8.
- Les nombres surlignés en bleu indiquent que le club est classé premier.
- Les nombres surlignés en rouge indiquent que le club est classé dernier.
- Les nombres soulignés indiquent que le club est exempt.

|    | Team                          | 1 | 2 | 3 | 4 | 5 | 6  | 7  | 8  | 9  | 10 | 11 | 12 | 13 | 14 | 15 | 16 | 17 | 18 | 19 | 20 | 21 | 22 | 23 | 24 | 25 | 26 |
| -- | ----------------------------- | - | - | - | - | - | -- | -- | -- | -- | -- | -- | -- | -- | -- | -- | -- | -- | -- | -- | -- | -- | -- | -- | -- | -- | -- |
| 1  | North Queensland Cowboys      | 2 | 2 | 4 | 4 | 6 | 8  | 10 | 12 | 14 |    |    |    |    |    |    |    |    |    |    |    |    |    |    |    |    |    |
| 2  | Brisbane Broncos              | 2 | 4 | 4 | 6 | 8 | 10 | 12 | 14 | 14 |    |    |    |    |    |    |    |    |    |    |    |    |    |    |    |    |    |
| 3  | Melbourne Storm               | 2 | 4 | 6 | 6 | 8 | 8  | 10 | 12 | 14 |    |    |    |    |    |    |    |    |    |    |    |    |    |    |    |    |    |
| 4  | Cronulla-Sutherland Sharks    | 0 | 2 | 2 | 4 | 6 | 8  | 10 | 12 | 14 |    |    |    |    |    |    |    |    |    |    |    |    |    |    |    |    |    |
| 5  | Canterbury-Bankstown Bulldogs | 2 | 4 | 4 | 6 | 6 | 8  | 8  | 10 | 10 |    |    |    |    |    |    |    |    |    |    |    |    |    |    |    |    |    |
| 6  | Canberra Raiders              | 2 | 4 | 5 | 5 | 7 | 7  | 7  | 9  | 9  |    |    |    |    |    |    |    |    |    |    |    |    |    |    |    |    |    |
| 7  | Penrith Panthers              | 0 | 0 | 2 | 2 | 4 | 4  | 6  | 6  | 8  |    |    |    |    |    |    |    |    |    |    |    |    |    |    |    |    |    |
| 8  | Manly-Warringah Sea Eagles    | 0 | 0 | 2 | 4 | 4 | 6  | 6  | 8  | 8  |    |    |    |    |    |    |    |    |    |    |    |    |    |    |    |    |    |
| 9  | New Zealand Warriors          | 0 | 0 | 0 | 2 | 4 | 4  | 6  | 6  | 8  |    |    |    |    |    |    |    |    |    |    |    |    |    |    |    |    |    |
| 10 | St. George Illawarra Dragons  | 0 | 0 | 2 | 4 | 4 | 4  | 6  | 8  | 8  |    |    |    |    |    |    |    |    |    |    |    |    |    |    |    |    |    |
| 11 | South Sydney Rabbitohs        | 2 | 4 | 4 | 4 | 6 | 6  | 6  | 6  | 6  |    |    |    |    |    |    |    |    |    |    |    |    |    |    |    |    |    |
| 12 | Gold Coast Titans             | 2 | 2 | 4 | 6 | 6 | 6  | 6  | 6  | 6  |    |    |    |    |    |    |    |    |    |    |    |    |    |    |    |    |    |
| 13 | Wests Tigers                  | 2 | 4 | 4 | 4 | 4 | 4  | 4  | 4  | 6  |    |    |    |    |    |    |    |    |    |    |    |    |    |    |    |    |    |
| 14 | Sydney Roosters               | 0 | 0 | 0 | 0 | 0 | 2  | 2  | 2  | 4  |    |    |    |    |    |    |    |    |    |    |    |    |    |    |    |    |    |
| 15 | Newcastle Knights             | 0 | 0 | 1 | 1 | 1 | 3  | 3  | 3  | 3  |    |    |    |    |    |    |    |    |    |    |    |    |    |    |    |    |    |
| 16 | Parramatta Eels               | 0 | 2 | 4 | 6 | 6 | 8  | 10 | 10 | 12 |    |    |    |    |    |    |    |    |    |    |    |    |    |    |    |    |    |

## Playoffs
Lors des Finales de qualification, le vainqueur des deux machs opposant les premier et quatrième de la phase régulière, et du deuxième et le troisième, sont directement qualifiés pour les finales préliminaires. Les vaincus de ces deux rencontres sont opposés aux deux vainqueurs des deux autres rencontres des Finales de qualification.
| FINALES DE QUALIFICATION       |         |                                   |                   |                                |                             |        |
| (5) Brisbane Broncos           | 44 - 28 | (8) Gold Coast Titans             | 9 septembre 2016  | Suncorp Stadium, Sydney        | Gerard Sutton, Gavin Badger | 43 170 |
| (2) Canberra Raiders           | 14 - 16 | (3) Cronulla-Sutherland Sharks    | 10 septembre 2016 | Canberra Stadium, Canberra     | Matt Cecchin, Alan Shortall | 25 592 |
| (1) Melbourne Storm            | 16 - 10 | (4) North Queensland Cowboys      | 10 septembre 2016 | AAMI Park, Melbourne           | Ben Cummins, Grant Atkins   | 21 233 |
| (6) Penrith Panthers           | 28 - 12 | (7) Canterbury-Bankstown Bulldogs | 11 septembre 2016 | Allianz Stadium, Sydney        | Jared Maxwell, Chris James  | 22 631 |
| DEMI FINALES                   |         |                                   |                   |                                |                             |        |
| (4) North Queensland Cowboys   | 26 - 20 | (5) Brisbane Broncos              | 16 septembre 2016 | 1300SMILES Stadium, Townsville | Matt Cechin, Alan Shortall  | 23 804 |
| (2) Canberra Raiders           | 22 - 12 | (6) Penrith Panthers              | 17 septembre 2016 | Canberra Stadium, Canberra     | Ben Cummins, Gerard Sutton  | 21 498 |
| FINALES PRELIMINAIRES          |         |                                   |                   |                                |                             |        |
| (3) Cronulla-Sutherland Sharks | 32 - 20 | (4) North Queensland Cowboys      | 23 septembre 2016 | Allianz Stadium, Sydney        | Ben Cummins, Gerard Sutton  | 36 717 |
| (1) Melbourne Storm            | 14 - 12 | (2) Canberra Raiders              | 24 septembre 2016 | AAMI Park, Melbourne           | Matt Cecchin, Alan Shortall | 28 161 |
| GRANDE FINALE                  |         |                                   |                   |                                |                             |        |
| (1) Melbourne Storm            | 12 - 14 | (3) Cronulla-Sutherland Sharks    | 2 octobre 2016    | ANZ Stadium, Sydney            | -                           | 83 625 |

### Grande Finale
| 2 octobre 2016 19 h 35 (heure australienne) | Melbourne Storm                                                                       | 12 - 14 (0 - 8) | Cronulla-Sutherland Sharks                                                                                     | ANZ Stadium, Sydney 83 625 spectateurs Arbitre : Matt Checchin, Ben Cummins |
| 2 octobre 2016 19 h 35 (heure australienne) | Essai(s) : J.Bromwich (50e) , Chambers (64e) Transformation(s) : Smith 2/2 (51e, 65e) |                 | Essai(s) : Barba (15e), Fifita (70e) Transformation(s) : Maloney 2/2 (16e, 71e) Pénalité(s) : Maloney 1/1 (8e) | ANZ Stadium, Sydney 83 625 spectateurs Arbitre : Matt Checchin, Ben Cummins |
| 2 octobre 2016 19 h 35 (heure australienne) |                                                                                       |                 | | ANZ Stadium, Sydney 83 625 spectateurs Arbitre : Matt Checchin, Ben Cummins |

Melbourne : 1 Munster, 2 Vunivalu, 3 Chambers, 4 Blair, 5 Koroibete, 6 Green, 7 Cronk, 8 J.Bromwich, 9 Smith (c), 10 McLean, 11 Proctor, 12 Harris, 13 Finucane, remplaçants : 14 K.Bromwich, 15 Glasby, 16 Welch, 17 Hampton, entraîneur : Craig Bellamy

Cronulla-Sutherland : 1 Barba, 2 Feki, 3 Bird, 4 Leutele, 5 Holmes, 6 Maloney, 7 Townsend, 8 Fifita, 9 Ennis, 10 Prior, 11 Lewis, 12 Graham, 13 Gallen (c), remplaçants : 14 Beale, 15 Heighington, 16 Tagataese, 17 Bukuya, entraîneur : Shane Flanagan

Clive Churchill Medal : Luke Lewis (Cronulla)

## Statistiques

### Meilleur réalisateur
| Rang | Joueur             | Club                | Poste            | Points | Essais | Goals | Drops |
| ---- | ------------------ | ------------------- | ---------------- | ------ | ------ | ----- | ----- |
| 1    | Jarrod Croker      | Canberra            | Centre           | 296    | 18     | 112   | 0     |
| 2    | James Maloney      | Cronulla-Sutherland | Demi d'ouverture | 219    | 7      | 94    | 3     |
| 2    | Johnathan Thurston | North Queensland    | Demi de mêlée    | 201    | 2      | 96    | 1     |
| 3    | Cameron Smith      | Melbourne           | Talonneur        | 194    | 2      | 92    | 2     |
| 5    | Michael Gordon     | Parramatta          | Arrière          | 162    | 5      | 71    | 0     |

### Meilleur marqueur
| Rang | Joueur           | Club                | Poste  | Essais |
| ---- | ---------------- | ------------------- | ------ | ------ |
| 1    | Suliasi Vunivalu | Melbourne           | Ailier | 23     |
| 1    | Jordan Rapana    | Canberra            | Ailier | 23     |
| 3    | Bevan French     | Parramatta          | Ailier | 19     |
| 3    | Valentine Holmes | Cronulla-Sutherland | Ailier | 19     |
| 5    | Jarrod Croker    | Canberra            | Centre | 18     |
| 5    | Corey Oates      | Brisbane            | Ailier | 18     |

## Récompenses individuelles
| Points | Joueur             |
| ------ | ------------------ |
| 26     | Cooper Cronk       |
| 26     | Jason Taumalolo    |
| 22     | Johnathan Thurston |
| 22     | Cameron Smith      |
| 19     | Ryan James         |
| 19     | Anthony Milford    |
| 18     | Josh Hodgson       |
| 18     | Mitchell Moses     |
| 17     | Corey Norman       |
| 17     | Ben Barba          |

| Poste                     | Joueur          |
| ------------------------- | --------------- |
| Meilleur arrière          | James Tedesco   |
| Meilleur ailier           | Josh Mansour    |
| Meilleur centre           | Joseph Leilua   |
| Meilleur demi d'ouverture | James Maloney   |
| Meilleur de mêlée         | Cooper Cronk    |
| Meilleur troisième ligne  | Jason Taumalolo |
| Meilleur deuxième ligne   | Matt Gillett    |
| Meilleur pilier           | Jesse Bromwich  |
| Meilleur talonneur        | Cameron Smith   |